# Baffi

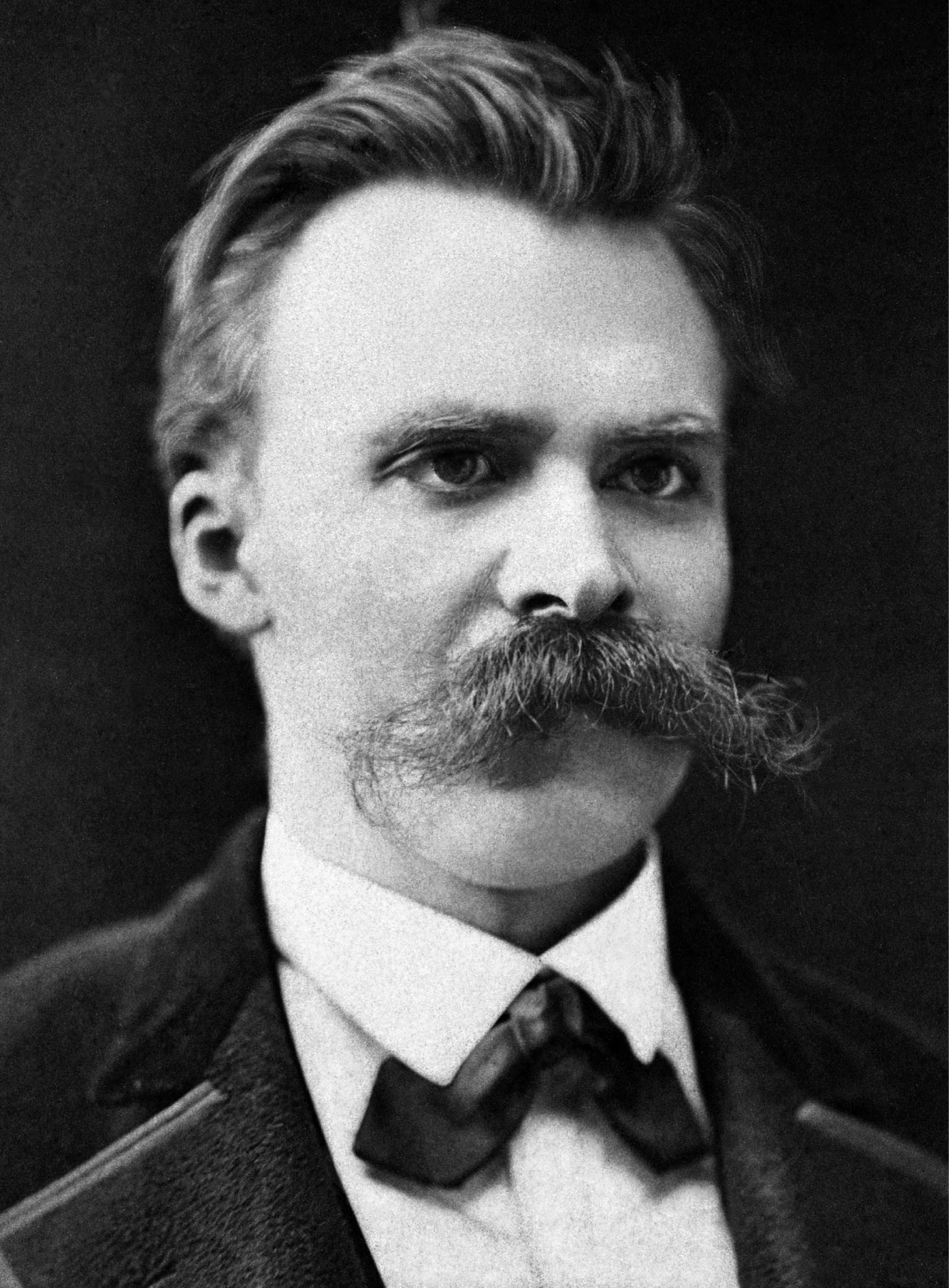
Il filosofo Friedrich Nietzsche portava dei caratteristici baffi da tricheco

I baffi sono la sezione della barba cui peli crescono sopra il labbro superiore della bocca.

## Etimologia e sinonimi
Il lemma "baffo", che per indicare i peli del viso viene prevalentemente usato al plurale, ha etimo incerto. In latino non si usava una parola e si diceva con circonlocuzioni, quali labiorum superiorum pili (peli del labbro superiore). Nel latino medievale si introdusse il termine mystax derivato dal greco.
Il termine "mustacchi" infatti (attestato in italiano sin dal XIV secolo) deriva dal greco antico μúσταξ, μuστακóς (mústax, mustakós). Questo darà origine all'inglese e al francese moustache (pronunciato in inglese /məˈstaː∫/ e in francese /musta∫/). Simile è lo spagnolo mostacho.

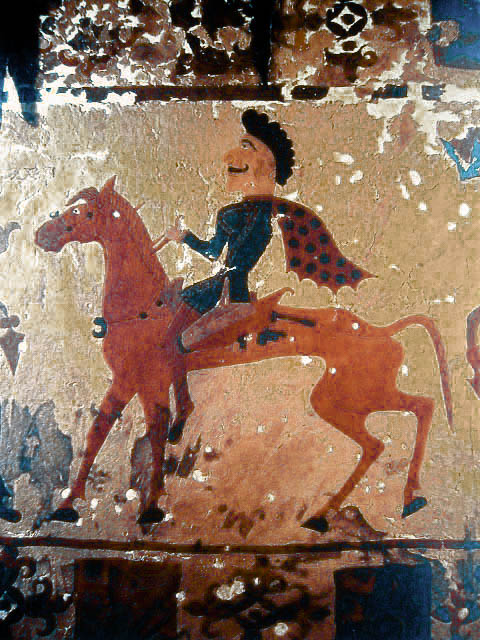
Cavaliere sul manufatto Pazyrik

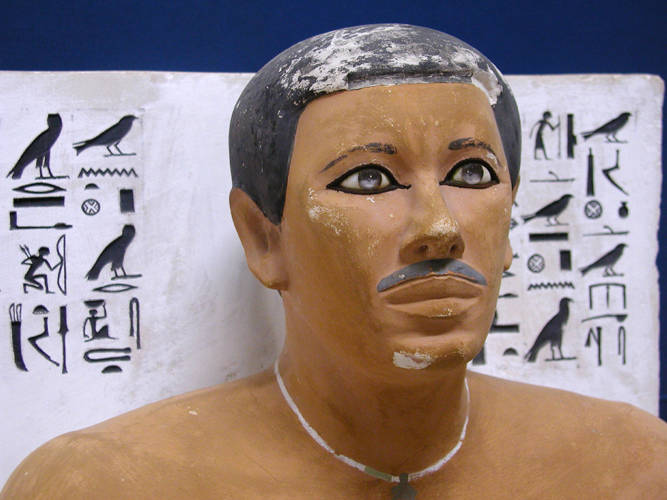
Statua di Rahotep, particolare, Museo egizio del Cairo

Si dice che un individuo che porta i baffi sia "baffuto", con riferimento spesso a baffi particolarmente grandi o cespugliosi.

## Storia
Rasarsi con pietre usate come rasoi era tecnologicamente possibile dai tempi del neolitico. I baffi sono raffigurati per la prima volta in una statua del principe egiziano Rahotep (c. 2550 a.C.) della IV dinastia. 
Il ritratto dipinto più antico che si conosca, risalente al 300 a.C., raffigura un cavaliere scita rasato e con i baffi, presente sul manufatto Pazyryk (kurgan) del 300 a.C. circa.
Uno dei primi documenti sull'uso dei baffi (senza barba) può essere fatto risalire ai Celti dell'età del ferro. Secondo Diodoro Siculo:
I Galli sono alti di corpo con muscoli increspati e pelle bianca e i loro capelli sono biondi ... Alcuni di loro si radono la barba ma altri la lasciano crescere un po'; e i nobili si radono le guance ma lasciano crescere i baffi fino a coprire la bocca.

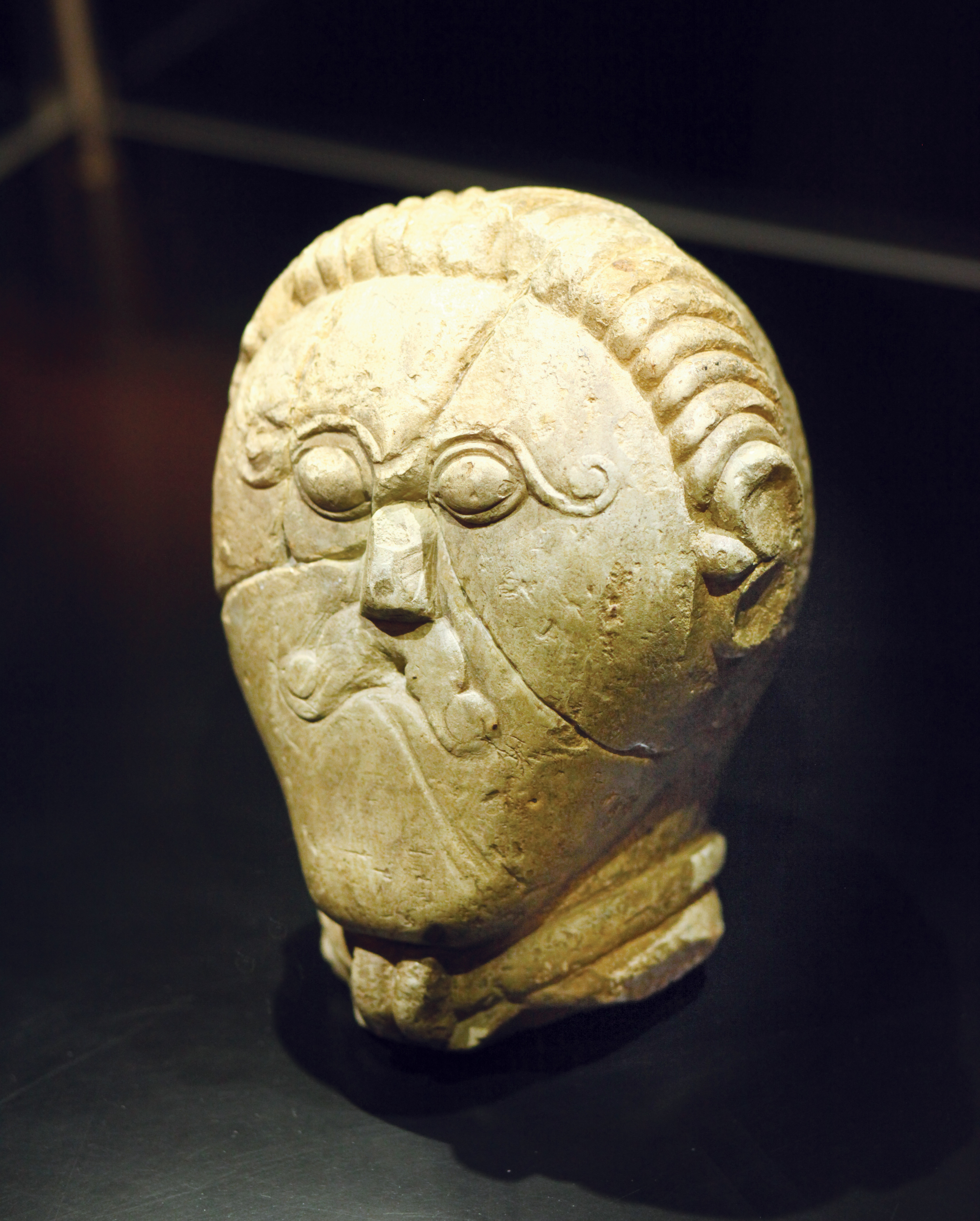
Scultura in pietra di guerriero celtico, dal santuario di Mšecké Žehrovice vicino a Slaný, Repubblica Ceca.

Nell'antica Roma non si usò infatti mai portare i baffi, considerati un uso dei barbari germanici, con l'unica eccezione dell'eccentrico imperatore Eliogabalo, di origine orientale. I baffi si diffusero solo con la caduta dell'Impero Romano d'Occidente e l'arrivo al potere di Odoacre, e ampiamente usati dai successivi re germanici di Roma, fino ai Longobardi e ai Franchi.
I baffi non scomparvero durante il Medioevo. Un esempio di spicco dei baffi nell'arte altomedievale è l'elmo di Sutton Hoo, un elmo riccamente decorato che sfoggia un volto raffigurante dei baffi sul labbro superiore. Più tardi, anche i leader gallesi e i reali inglesi come Edoardo di Galles, portavano spesso solo i baffi.
La popolarità dei baffi in Occidente raggiunse il picco alla fine del XIX secolo, in coincidenza con un'accresciuta popolarità nelle virtù militari, pur essendo diffusi anche in ambienti politici disparati, ad esempio tra gli anarchici del periodo. A ogni paese, reggimento e ceto sociale corrispondeva uno stile; in genere gli uomini più giovani e i ceti più bassi potevano lasciarsi crescere baffi più piccoli e meno elaborati: più un uomo avanzava di ceto, più i baffi potevano essere grandi, fino a quando non gli era permesso di lasciarsi crescere tutta la barba.
Dopo la seconda guerra mondiale la moda dei baffi maschili ha seguito gli orientamenti politici o sociali dell'epoca. Ad esempio molti simpatizzanti del comunismo portavano negli anni '50 folti baffi simili a quelli di Stalin, soprannominato spesso "baffone". Degna di nota è la caratterizzazione, in quel periodo, del personaggio di Peppone fatta da Gino Cervi nei fortunati film dedicati a Don Camillo.

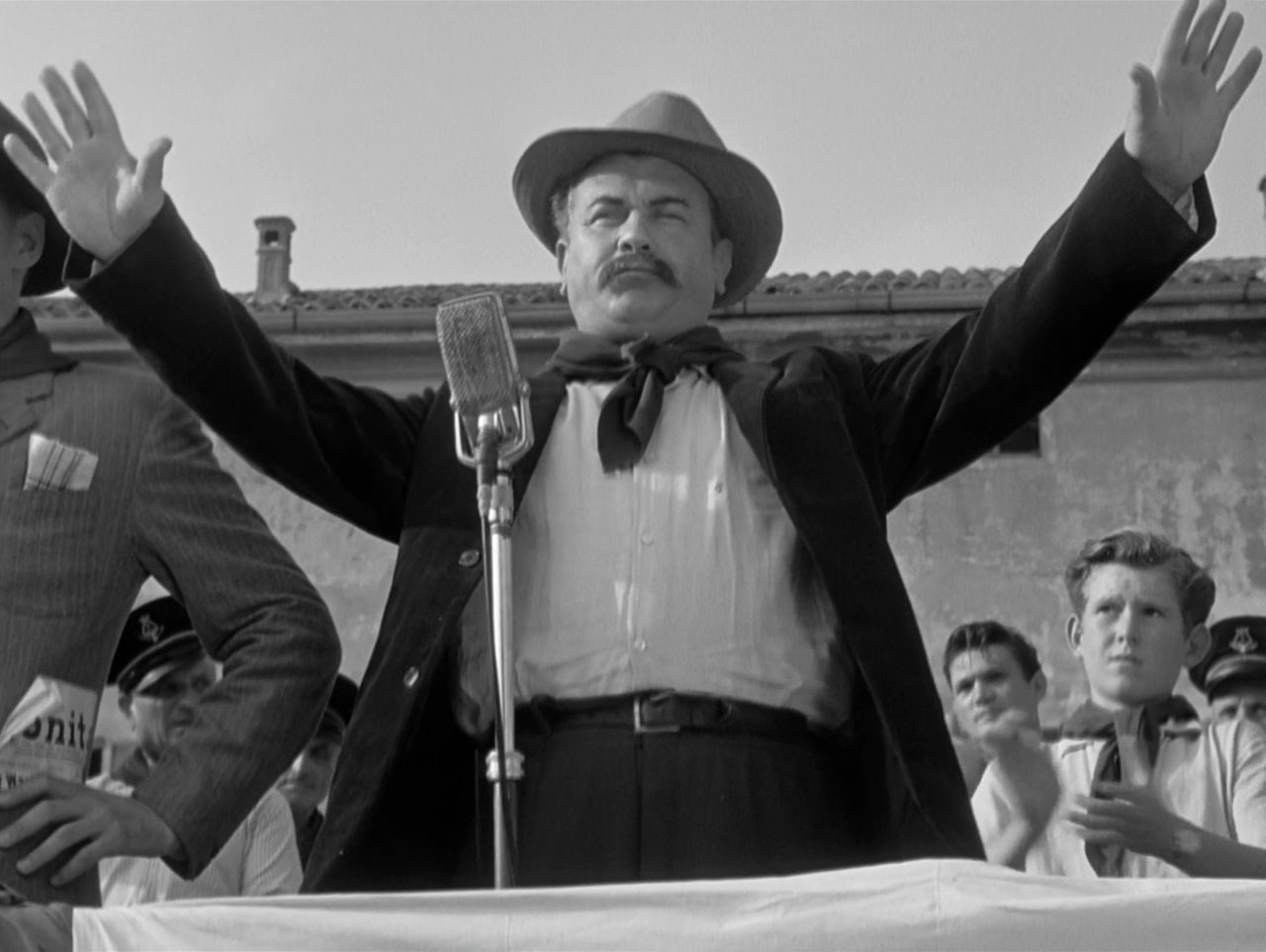
Gino Cervi interprete del personaggio di Peppone

Negli anni 60 si preferivano volti glabri, mentre la cultura hippy degli anni 70 ha reintrodotto la moda dei baffi, come segno distintivo di rottura rispetto alla generazione precedente. Negli anni '80 e '90 sono tornati di moda i volti glabri, mentre a partire dagli anni 2000 si sono affermate le barbe folte abbinate a baffi importanti.
Nelle culture occidentali le donne generalmente rimuovono i peli del volto, sebbene siano in grado di farli crescere, di solito sotto forma di baffi sottili. L'artista Frida Kahlo si ritraeva con entrambi i baffi. I baffi inglesi erano un tempo usati nei melodrammi, nei film e nei fumetti come indicazione stenografica di scelleratezza. Snidely Whiplash, per esempio, era caratterizzato dai suoi baffi e il suo mantello. È da notare che i personaggi maschili degli anni venti indossano spesso un alto cappello con baffi a manubrio.

## Percezioni sociali

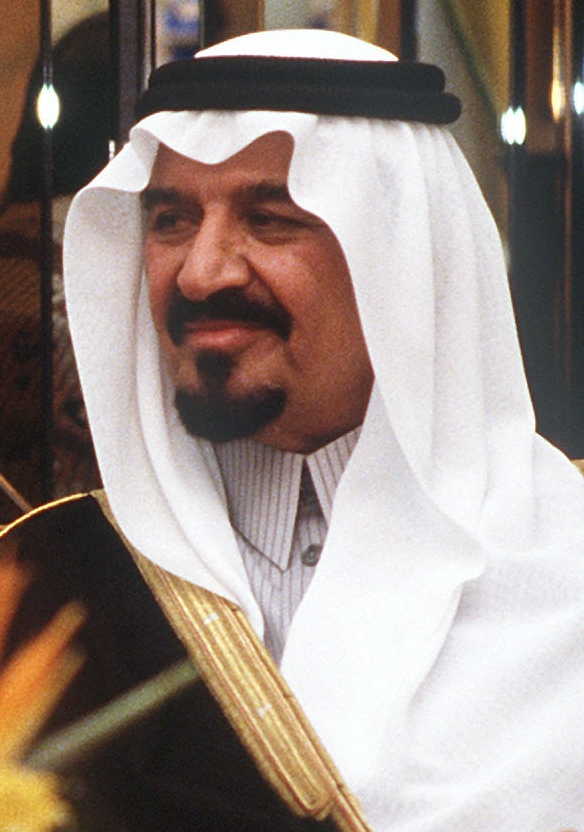
Il principe Sultan bin 'Abd al-'Aziz Al Sa'ud

Diverse culture hanno sviluppato delle associazioni con i baffi. Oltre che dalla cultura, la percezione dei baffi è influenzata anche dalla religione,  in quanto alcune religioni favoriscono la crescita dei baffi o della barba in generale, mentre altre tendono a rifiutare i baffi, e altre ancora rimangono alquanto ambivalenti sull'argomento.
Ad esempio, in molti paesi arabi del XX secolo, i baffi sono associati al potere, la barba è associata al tradizionalismo islamico e la rasatura pulita o la mancanza di peli sul viso sono associate a tendenze più liberali e laiche. I politici di ispirazione laica sono solitamente rasati o portano i baffi per differenziarsi dai religiosi.
Nell'Islam, rifilare i baffi o rasare, mantenendo al contempo la barba, è considerato un sunnah e mustahabb, cioè un modo di vita che è raccomandato, specialmente tra i sunniti. Spesso i fondamentalisti, i mullah e gli imam musulmani portano barbe anziché baffi.
In Turchia i baffi sono stati sempre associato anche al ricoprire ruoli militari. Atatürk, per occidentalizzare l'esercito, proibì ai soldati di portare baffi troppo vistosi. 
Egli portava dei baffi corti, e in seguito si rasò del tutto negli ultimi anni di vita. 

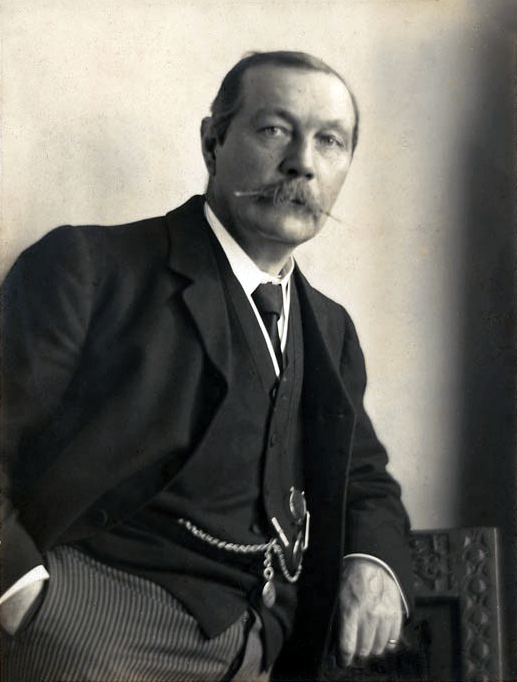
Arthur Conan Doyle

Mentre gli uomini Amish si fanno crescere la barba dopo il matrimonio e non la tagliano mai, evitano i baffi e continuano a radersi le labbra superiori. Ciò è dovuto al rifiuto della moda militare tedesca dei baffi sportivi, prevalente all'epoca della formazione della comunità Amish in Svizzera; è quindi un simbolo del loro impegno per il pacifismo.
Come molte altre tendenze della moda, i baffi sono soggetti a cambiamenti di popolarità nel tempo. Sebbene la cultura moderna associ spesso i baffi agli uomini dell'era vittoriana, Susan Walton mostra che all'inizio la barba era vista con disgusto e che i baffi erano considerati il segno di un artista o di un rivoluzionario, entrambi ai margini sociali in quel momento. 
Tuttavia, nel 1860, questo era cambiato e i baffi divennero molto popolari, anche tra gli uomini illustri, ad esempio il creatore di Sherlock Holmes Arthur Conan Doyle o il principe Alberto Vittorio di Sassonia-Coburgo-Gotha. Walton ipotizza che l'aumento della tendenza dei peli sul viso sia dovuto in gran parte in parte all'imminente guerra contro la Russia e alla convinzione che baffi e barba proiettassero un'immagine più "virile".

Anche lo stereotipo dell'immigrato italoamericano è spesso raffigurato con folti baffi.

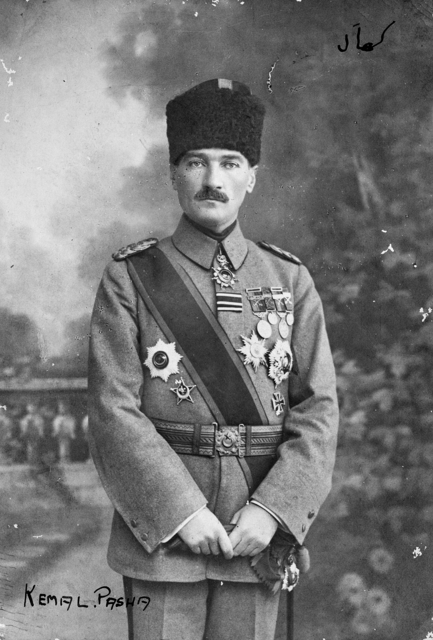
Atatürk nel 1918

Secondo uno studio condotto da Nigel Barber si nota una forte correlazione tra numero di matrimoni e un aumento del numero di baffi indossati dalla popolazione maschile. Barber suggerisce che questa correlazione possa essere dovuta al fatto che gli uomini con i baffi sono percepiti come più attraenti, operosi, creativi, mascolini, dominanti e maturi sia dagli uomini che dalle donne. Barber suggerisce che questi tratti influenzerebbero la scelta del marito di una donna in quanto suggerirebbero un probabile successo riproduttivo e altre buone qualità biologiche e una capacità di investire nei bambini.
In uno studio condotto da JA Reed e EM Blunk, è stato dimostrato che le persone in posizioni dirigenziali percepiscono positivamente, e quindi hanno maggiori probabilità di assumere, uomini con la barba. Anche se gli uomini con la barba in generale hanno ottenuto punteggi migliori rispetto agli uomini con solo i baffi, gli uomini con i baffi hanno ottenuto punteggi molto più alti di quelli che erano ben rasati. In questo esperimento, a 228 persone che ricoprivano posizioni di decisioni di assunzione, sono stati mostrati schizzi a inchiostro di sei candidati di lavoro di sesso maschile. Gli uomini con i peli sul viso sono stati valutati più in alto su aspetti di mascolinità, maturità, attrattiva fisica, dominio, fiducia in se stessi, anticonformismo, coraggio, operosità, entusiasmo, intelligenza, sincerità e competenza generale. I risultati sono abbastanza simili sia per i datori di lavoro uomini che per quelli donne. Tuttavia, Blunk e Reed stabiliscono anche che l'accettabilità dei peli facciali cambiano a seconda del periodo di tempo. Tuttavia, altri studi condotti da Hellström e Tekle suggerirebbero che i baffi non sono favorevoli a tutte le professioni poiché è stato dimostrato che gli uomini ben rasati sono visti come più affidabili in ruoli come venditori e professori.

## I baffi nell'adolescenza maschile
I baffi, nell'adolescenza maschile, si formano durante il periodo di sviluppo dei peli del volto. C'è un ordine preciso in cui i peli del volto, durante il periodo della pubertà, appaiono di solito sulla faccia maschile:
1. i primi peli del volto che appaiono tendono a crescere sugli angoli del labbro superiore;
2. poi si estendono per formare dei baffi su tutto il labbro superiore;
3. questi sono poi seguiti dalla comparsa di peli sulla parte alta delle guance e sulla zona posta al di sotto del labbro inferiore;
4. infine si espandono ai lati e sotto il mento, e al resto della zona bassa della faccia fino a formare una barba completa.

Come con molti processi biologici umani, questo processo può variare a seconda degli individui o essere completamente assente (anche se ciò può indicare una patologia, prima tra tutte, l'ipogonadismo maschile).

## I baffi nella donna
La presenza di baffetti nella donna può essere segno di uno squilibrio ormonale, provocato dal mancato assorbimento delle sostanze androgene, in particolare per un eccesso di testosterone e δ-4-androsterone rilasciato dalle ovaie. I baffi nella donna possono presagire una disfunzione delle ovaie di origine cistica o tumorale. L'eccessiva peluria presente sopra il labbro superiore femminile, soprattutto se scura, solitamente viene rimossa con ceretta, epilazione laser o altri metodi, oppure schiarita attraverso l'utilizzo di sostanze chimiche.

## Cura

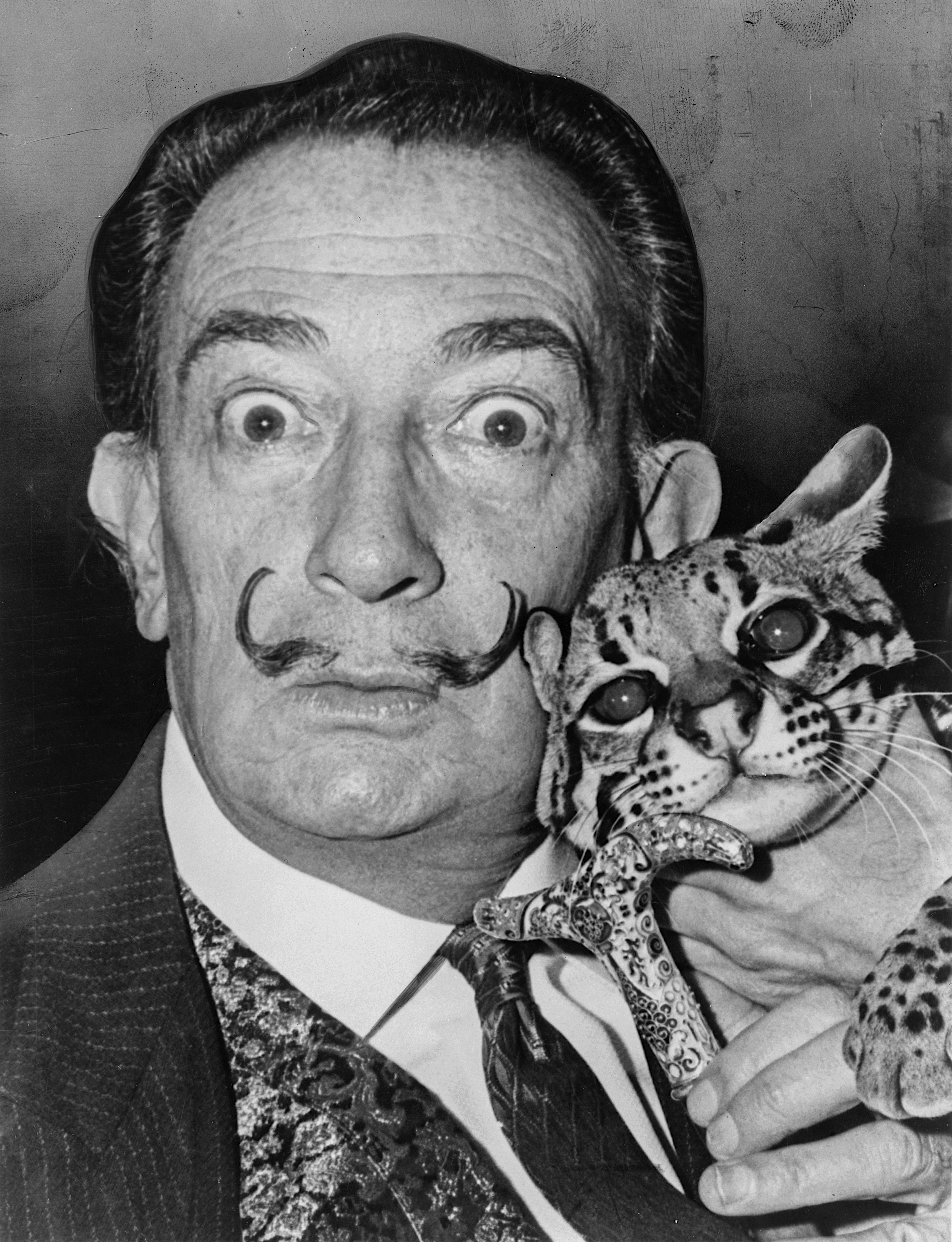
Salvador Dalì con i suoi caratteristici baffi

Molti uomini durante la crescita della barba devono occuparsi di questa quotidianamente, rasando opportunamente i peli del mento e delle guance. Questa necessità ha creato l'invenzione di una larga varietà di accessori progettati per la cura dei baffi, inclusa una cera, una rete, una spazzola, un pettine, e delle forbici. La tazza per baffi ha una parte coperta per proteggere il labbro superiore dalla schiuma delle bevande.

### Stili
Ai mondiali 2007 di Barbe e baffi c'erano 6 sottocategorie in quella di questi ultimi:
- Baffi naturali – I baffi possono essere pettinati anche senza aiuti. Ai peli è permesso di crescere dalla cima fino al labbro superiore da 1,5 cm e oltre. Non sono ammessi accessori.
- Baffi ungheresi – Grossi e cespugliosi, che partono dal centro del labbro superiore e vanno ai lati. Ai peli è permesso di crescere dalla cima fino al labbro superiore da 1,5 cm e oltre. Sono permessi accessori.
- Dalí – Sottili, lunghi, piegati o curvati all'insu; le aree dopo gli angoli della bocca devono essere rasate. Sono richiesti accessori. Chiamati così grazie a Salvador Dalí, conosciuto per questo genere di baffi.
- Inglese – Sottili, i lunghi barbigli che iniziano dal centro del labbro superiore crescono sui lati, leggermente arricciati; le terminazioni sono poste leggermente all'insù; le zone oltre gli angoli della bocca sono spesso rasate. Possono essere necessari ausili artificiali.
- Imperiali – Barbigli che crescono sia sul labbro superiore sia sulle guance, curvati all'insù (distinti da reali o imperiali).
- Stile libero – Comprende tutti i baffi che non entrano nelle altre classi. Ai peli è permesso di crescere dalla cima fino al labbro superiore da 1,5 cm e oltre. Sono permessi accessori.

Altri tipi di baffi:
- Fu Manchu – Lunghi, terminazioni verso il basso, generalmente oltre il mento;
- Baffi "Pancho Villa"
- Manubrio – Cespugliosi, con le parti terminali leggermente piegate all'insù. Li portava il lanciatore di baseball Rollie Fingers. Conosciuti anche come “baffi spaghetti”, in quanto associati spesso allo stereotipo dell'uomo italiano.
- Ferro di cavallo – Spesso confuso con lo stile Fu Manchu, i baffi a Ferro di Cavallo erano spesso utilizzati dai moderni cowboy e consistono in ampi baffi con estensioni verticali verso il basso dagli angoli del labbro fino alla linea della mascella, assomigliando così alla forma di un ferro di cavallo.
- Lemmy - Chiamata così in onore del musicista rock Lemmy Kilmister, cantante della band heavy metal inglese Motörhead. Il Lemmy è un'acconciatura dall'aspetto ottocentesco formata da baffi a ferro di cavallo uniti alle basette. Anche i wrestler Triple H e Sheamus portano questa acconciatura.Il politico polacco Lech Walesa con i baffi che lo contraddistinguono

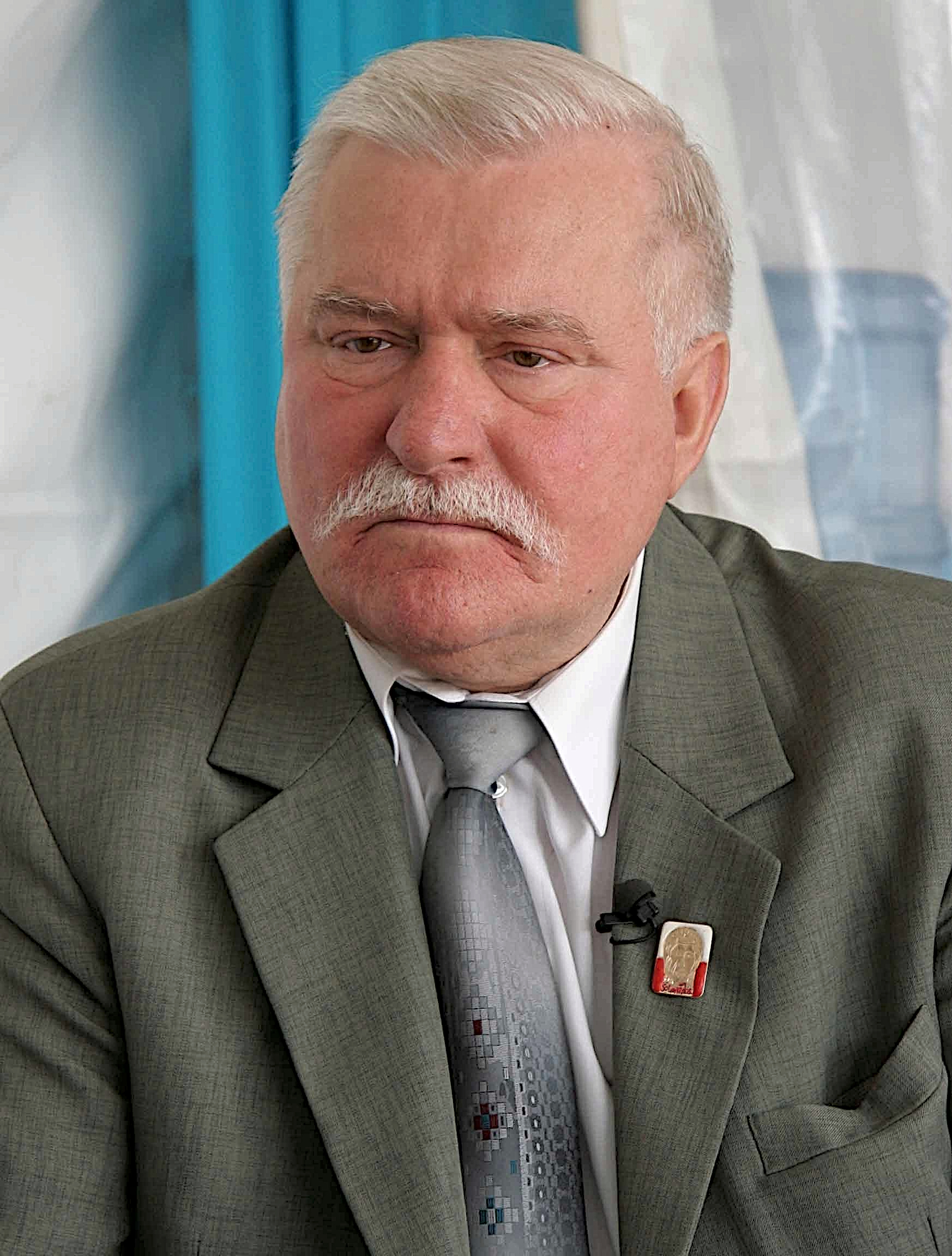
Il politico polacco Lech Walesa con i baffi che lo contraddistinguono

- Mustacchio – Baffi cespugliosi, con peli che a volte crescono giù dai lati della bocca. Anche conosciuti come “barba del naso”, o come “mustacchio fantastico”, con la variante inglese scritta “Mustachio”
- Baffi Taylor – Una sottile fila di peli poco scuri lungo il labbro superiore. Anche conosciuti come Lilibrow.
- Baffi penna - Magri, dritti e sottili come una penna, tagliati stretti, seguono la linea del labbro superiore, con uno spazio rasato tra il naso e i baffi. Anche conosciuti come “Sopracciglia della bocca”. Vedi John Waters. Di recente anche il cantante Piero Pelù ha cominciato ad adottare questo tipo di baffi.
- Spazzolino – Spessi, ma con uno spazio rasato, ai lati, delle dimensioni di un pollice (2,54 cm); li portavano Adolf Hitler, il comico Oliver Hardy e il personaggio Charlot, interpretato da Charlie Chaplin.

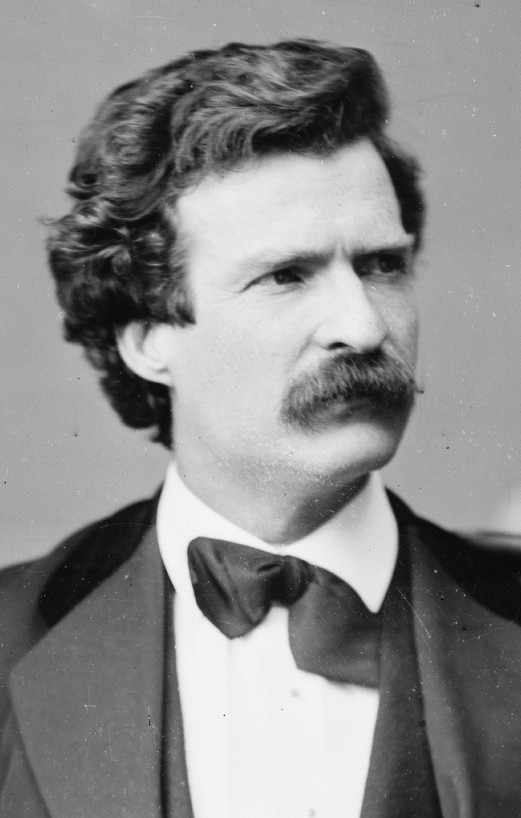
Mark Twain portava dei baffi da tricheco.

- Tricheco – Cespugliosi, curvati sotto le labbra, spesso coprono la bocca interamente.
- GG – Peli cespugliosi cresciuti solo sopra gli angoli della bocca, rasati nel centro. Sono così chiamati grazie all musicista esecutore GG Allin, il maggior esponente di questo stile. Sono una versione accorciata di quelli portati da Gengis Khan.
- Riccioli – Un soprannome degli imperiali.
- Basette – Simili ai ferro di cavallo, è una variante sottile, con una forma più pronunciata nel fondo quadrato.
- Baffi del mento – Per essere definiti baffi non devono per forza essere tra il naso e le labbra. I baffi del mento, cresciuti sulla cuspide del mento, hanno gli stessi stili degli altri baffi.[10]

Moustache styles
Stile "Dalí"
Stile "Inglese"
Stile "Fu Manchu"
Stile "Handlebar"
Stile "Horseshoe"
Stile "Imperiale"
Stile "Messicano"
Stile "Naturale"
Stile "Pencil"
Stile "Spazzolino"
Stile "Walrus"

## Baffi famosi

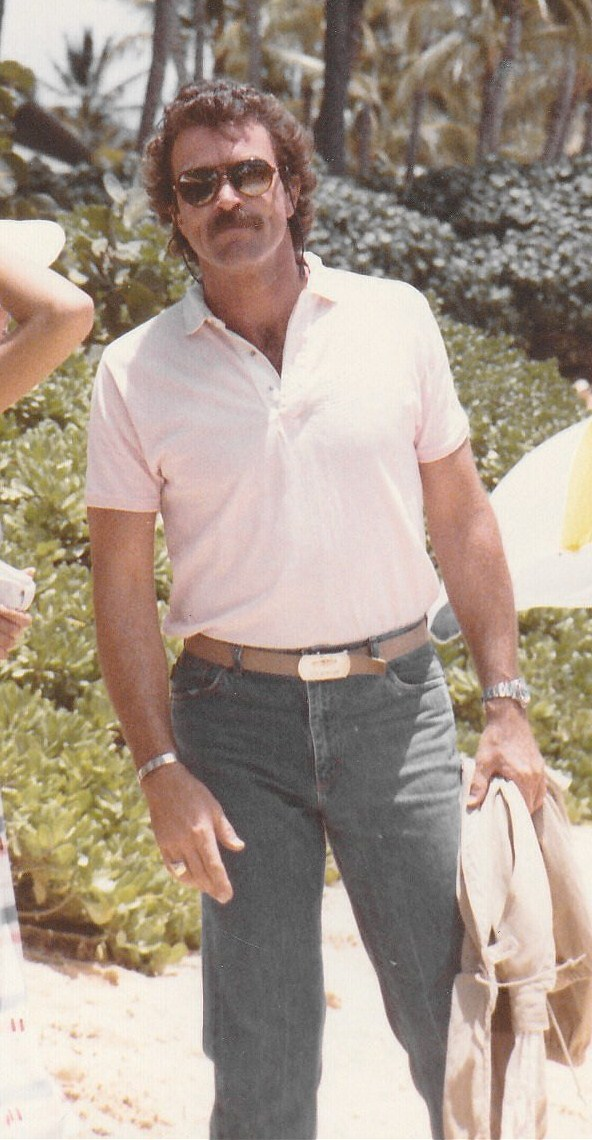
Tom Selleck sul set di Magnum P.I.

In alcuni casi, i baffi sono una caratteristica peculiare per il risalto di un individuo che viene riconosciuto per quelli più di qualsiasi altro tratto somatico: è il caso ad esempio di Salvador Dalì (che gli dedicò delle pitture, pubblicando persino un libro solo sui suoi baffi). Albert Einstein, Walt Disney, George Armstrong Custer, Adolf Hitler, Stalin, Friedrich Nietzsche e Saddam Hussein. In alcuni casi, come per Groucho Marx e Charlie Chaplin, i baffi sono stati adottati per impersonare un loro personaggio mentre gli attori ne erano privi.
Christopher Hewett, che ha interpretato il conducente sul programma televisivo Mr. Belvedere, portava dei baffi ben cimati. Alcuni attori sono riconoscibili per i loro baffi, come ad esempio Clark Gable e David Niven. L'attore americano Tom Selleck deve molta della sua popolarità ai baffi che caratterizzavano il personaggio di Thomas Magnum nell'omonima serie televisiva.

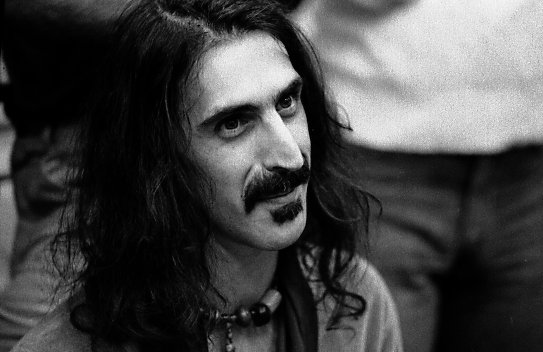
Frank Zappa nel 1977

Il compositore e musicista statunitense Frank Zappa è anche spesso riconoscibile grazie ai suoi baffi imperiali. Zappa diventò così facilmente identificabile grazie anche ai suoi baffi, che, dopo la sua morte fu posto un Copyright sulla sua immagine. Sono notabili i baffi portati negli anni settanta dal musicista George Harrison. Sempre nel mondo della musica si ricordano i baffi di Freddie Mercury, cantante e leader storico della band inglese Queen, che se li fece crescere a partire dai primi anni 80. Da ricordare anche i baffi di Domenico Modugno e Giorgio Moroder.

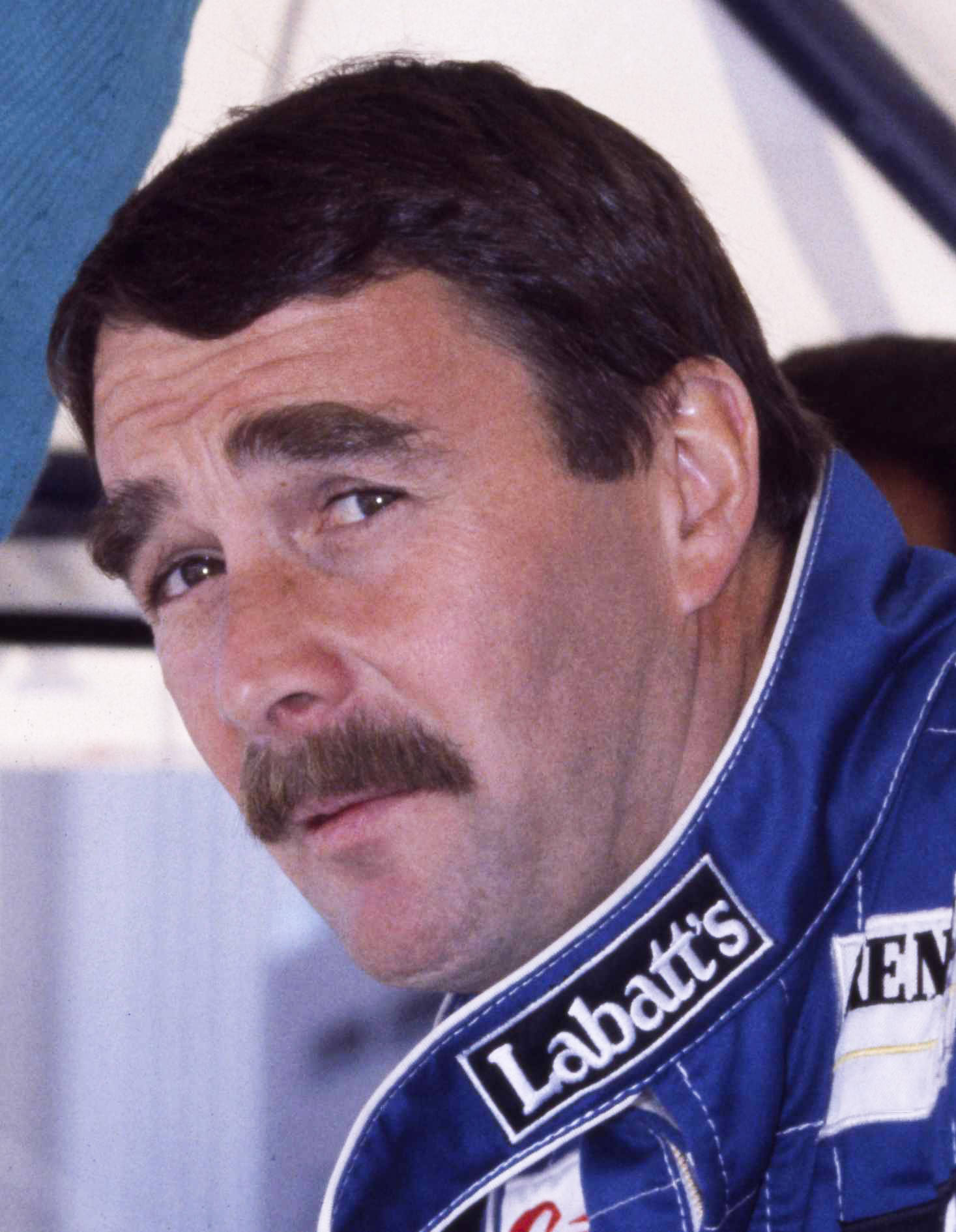
Il pilota automobilistico Nigel Mansell

L'automobilista britannico Nigel Mansell fu certamente il più famoso "baffo" della Formula 1, mentre altri sportivi, attivi soprattutto negli anni 70 e 80, sono riconoscibili dai loro baffi, tra gli altri: Sandro Mazzola, Roberto Pruzzo, Paolo Conti, Ruud Gullit, Hulk Hogan.
Tra i personaggi baffuti nel mondo videoludico più famosi ci sono Mario, celebre mascotte della compagnia nipponica Nintendo, famoso per la serie di videogiochi Super Mario e il Dr. Eggman, antagonista principale di Sonic the Hedgehog, mascotte di SEGA, comparso in quasi tutti i titoli del riccio blu.
Il record dei baffi più lunghi appartiene a Bajansinh Juwansinh Gurjar di Ahmedabad, India. Non furono tagliati per 22 anni e nel 2004 erano lunghi 3 metri e 81 centimetri. Il viso di Robin Olds nelle forze aeree statunitensi, fu celebrato per i suoi fluenti baffi a manubrio lasciati crescere durante il comando dell'8th TFW "Wolfpack" nel periodo della guerra del Vietnam. Quando fu costretto a rasarli dal suo superiore divenne il simbolo della tradizione delle Forze Aeree conosciuta come “La Marcia dei Baffi”.
Altri baffi famosi sono quelli del giocatore di basket Gonzaga o di Charlotte Bobcat Adam Morrison, soprannominato The Stache. L'aviatore milionario Howard Hughes fu conosciuto per i suoi riconoscibili baffi a penna, che lasciò crescere dal 1946, dopo un incidente aereo. In Italia invece, sono famosi i baffi dell'asmatico televenditore Roberto Da Crema, proprio per tale motivo noto come Il Baffo delle televendite. Altrettanto famosi sono i baffi dei presentatori televisivi Marco Columbro e Marco Predolin.

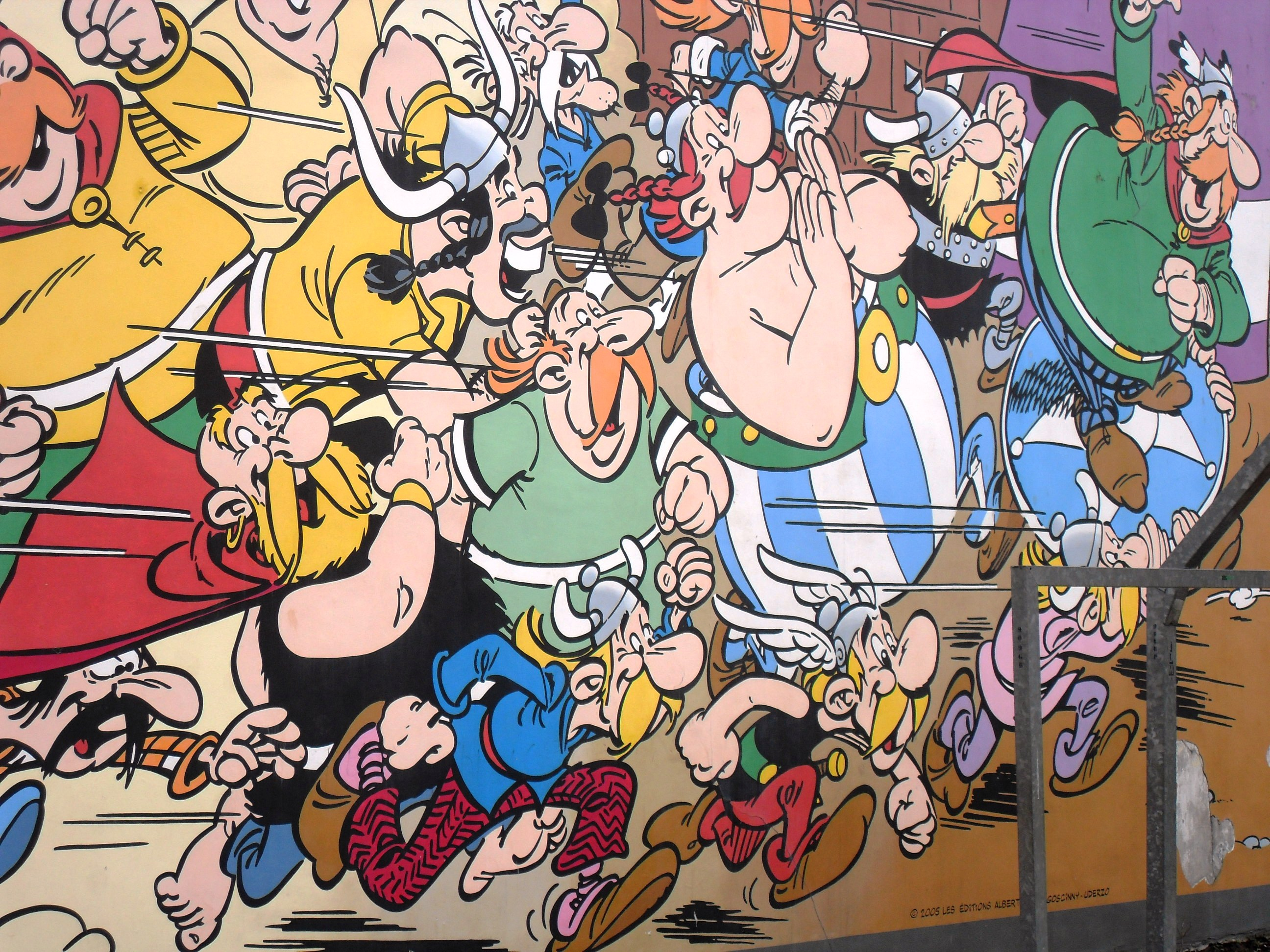
Asterix e i suoi amici Galli hanno tutti i baffi

Nel 2007 l'Istituto americano di baffi (American Mustache Institute) ha sponsorizzato un voto per i “baffi sportivi più famosi dell'anno”, il cui vincitore fu Keith Hernandez. Celebrato alla fine del 2007 il cinquantesimo anniversario dell'annuale “Mustache Awards” dove David Macaulay è stato votato “Baffi dell'anno” e “Migliori baffi da far apparire in una pellicola”.
Un personaggio dei Simpson, Ned Flanders, non rinuncia mai ai propri baffi, simbolo della sua "indipendenza cristiana".
In ambito fumettistico possiamo ricordare i baffi di Asterix e dei suoi amici galli, Yosemite Sam dei Looney Toones, Dinamite Bla della Disney.
La parodia di Marcel Duchamp della Monna Lisa presenta baffi e barbetta a punta. I baffi sono stati a lungo usati dagli artisti per produrre personaggi distinti come Capitan Uncino, Snidely Whiplash, Dick Dastardly, i fratelli Dalton e il detective Hercule Poirot nato dalla penna di Agatha Christie. Famoso è anche il logo della Birra Moretti, in cui è rappresentato un baffuto personaggio nell'atto di bere la birra. Da ricordare anche il logo della Bialetti con il suo baffuto personaggio.